# Гудман, Рут
Ру́т Гу́дман (англ. Ruth Goodman; род. 5 октября 1963, Кардифф, Уэльс, Великобритания) — британский независимый историк, специализируется на истории раннего Нового времени; в качестве приглашённого эксперта консультирует музеи и организации культурно-исторического наследия. Является специалистом в области британской социальной истории. Почётный доктор Университета им. Роберта Гроссетеста с 2012 года.
Совместно с каналом Би-Би-Си, участвовала в создании ряда документальных проектов, посвящённых британской социальной истории. В качестве ведущей, принимала участие в создании нескольких выпусков телевизионной передачи «The One Show».
Автор книг «Как быть викторианцем» (2014), «Как быть тюдорцем: руководство к повседневной жизни от рассвета до заката» (2016), «Как плохо вести себя в елизаветинской Англии: руководство для плутов, дураков, блудниц, рогоносцев, пьяниц, лжецов, воров и хвастунов» (2018) и «Как плохо вести себя на территории Британии в эпоху Ренессанса» (2018).

## Личная жизнь
Рут Гудман замужем за музыкантом Марком Гудманом. У них две дочери: Ив и Кэтрин. Обе иногда выступают с матерью на телевидении. Муж и дочери также снялись вместе с ней в нескольких эпизодах исторических реконструкций на канале Би-Би-Си.
Исследования в области социальной истории повлияли на мировоззрение Гудман. Она отказалась от использования моющих средств, не потребляет продукты фабричного производства, предпочитает готовить на открытом огне.

## Деятельность
Рут Гудман родилась в 1963 году. Выпускница Эксетерского университета, получив высшее образование, в середине 1980-х годов некоторое время работала билетером на железной дороге. В конце 1980-х годов муж привлёк её к работе в группе энтузиастов, занимавшихся реставрацией социальных и культурных традиций и ремёсел времён правления дома Тюдоров. Гудман стала признанным специалистом в этой области. Её стали приглашать в качестве консультирующего эксперта в музей Виктории и Альберта, Фонд места рождения Шекспира и театр Глобус в Лондоне. В 1998 году она была историческим консультантом на картине «Влюблённый Шекспир».
Совместно с каналом Би-Би-Си, Гудман участвовала в создании ряда документальных проектов, посвящённых британской социальной истории. Первым таким проектом была двенадцати серийная историческая реконструкция «Истории Зелёной долины», премьера которой состоялась на канале Би-Би-Си 2 осенью 2005 года. Группа, состоявшая из историков Стюарта Пичи и Рут Гудман и археологов Алекса Лэнглэндса, Питера Гинна и Хлои Спенсер, реконструировала год из жизни крестьян времён правления дома Тюдоров на валлийской ферме начала XVII века. Во время съемок использовали идентичные эпохе орудия труда и одежду, строительные технологии и продукты питания. В 2006 году Гудман также приняла участие в съёмках исторического фильма «Рождество во времена Тюдоров». В 2007 году Ханна Типлади, руководитель отдела реконструкции, основала проект исторической одежды Музея под открытым небом Уилда и Даунленда при поддержке Гудман и исторического костюмера Барбары Пейнтер.
В 2009 году она снялась в ещё одной исторической реконструкции с вместе с Алексом Лэнглэндсом и Питером Гинном «Викторианская ферма», которая шла на канале Би-Би-Си с января по декабрь 2009 года. Сериал состоял из шести серий и фильма «Рождество в викторианскую эпоху». В следующем году Гудман также участвовала в съёмках исторического сериала «Викторианская аптека», где она исследовала лечебные практики викторианской эпохи, вместе с Ником Барбером, профессором Лондонской университетской школы фармакологии и Томом Квиком. Премьера четырёх серийного сериала состоялась на канале Би-Би-Си летом 2010 года. В том же году Гудман, вместе с Лэнглэндсом и Гинном, снялась в очередной шести серийной исторической реконструкции «Ферма в эдвардианскую эпоху», которая была показана на канале Би-Би-Си осенью 2010 — зимой 2011 года.
В 2011 году Гудман участвовала в кулинарном шоу «MasterChef». В 2012 году, опять с Лэнглэндсом и Гинном, она снялась в исторической реконструкции «Ферма в годы войны», премьера которой состоялась на канале Би-Би-Си осенью того же года. В восьми серийном фильме рассказывалось о жизни в британской провинции в годы Второй мировой войны. Отдельно к сериалу с теми же участниками был снят исторический фильм «Рождество в годы войны». 18 июля 2012 года Гудман была удостоена степени почётного доктора Университета им. Роберта Гроссетеста за вклад в историю образования.
Осень 2013 года на канале Би-Би-Си 2 прошла премьера исторической реконструкции «Монастырская ферма во времена Тюдоров» с Гудманн, Гинном и Томом Пинфолдом. Сериал состоял из шести серий и фильма «Рождество на монастырской ферме во времена Тюдоров». В 2014 году Гудман участвовала в съёмках четырёх серийного исторического сериала «Кью на тарелке», вместе с Реймондом Блэнком и Кейт Хамбл. В том же году, вместе с Гинном и Пинфолдом, она снялась в историческом сериале «Секреты замка». Съёмки пяти серийного фильма проходили во французском замке Геделон. Премьера сериала состоялась на канале Би-Би-Си 2 осенью — зимой 2014 года.
В 2015 году Гудман, вместе с Фай Гловер была ведущей в исторической реконструкции «24 часа в прошлом». Летом 2016 года на канале Би-Би-Си состоялась премьера ещё одного исторического сериала «Полный вперёд. — Как железные дороги создали Великобританию». В нём Гудман снова снялась с археологами Гинном и Лэнглэндсом.
В 2022 году Гудман, вместе с братьями Робом и Дэйвом Николсонами — владельцами фермы Кэннон-холл, снялась в трёхсерийном историческом сериале «Ферма сквозь время», показанном на 5 канале, в котором исследовались изменения методов ведения сельского хозяйства. Ранее она появилась с братьями в одной из их ночных программ «…На ферме», посвящённой обсуждению алкогольных напитков прошлых времён.